# Chikkenahalli, Ramanagara
Chikkenahalli là một làng thuộc tehsil Ramanagara, huyện Ramanagara, bang Karnataka, Ấn Độ.